# Caryanda hunana
Caryanda hunana är en insektsart som beskrevs av Liu, Zhibin och X.-c. Yin 1987. Caryanda hunana ingår i släktet Caryanda och familjen gräshoppor. Inga underarter finns listade i Catalogue of Life.